# 秋葉山 (湯沢町)
秋葉山（あきばさん）とは、新潟県南魚沼郡湯沢町にある里山である。大峯百番観音コースになっていて麓に宝珠庵がある。山頂からはNASPAニューオータニや湯沢の町並みが一望できる。直下を上越新幹線の大清水トンネルが貫通している。
別名を城平山、城泰山、石白山とも言い、三国越の要衝をよく望むことができることから山頂付近に山城の「神立城（石白城）址」があり、源平合戦の養和年中には城氏の、南北朝時代の建武年中には新田氏の居城だったと伝わる。
戦国時代の上杉氏の時代には拠点機能は山の北側麓の台地に移り、樋口主水などが城主として入った。
秋葉山の名は安政3年に起きた大火のいましめに火伏の神として山頂に秋葉神社を祀ったところによる。
大峯百番観音は昭和9年に当時の宝珠庵の住職中村無外の呼び掛けにより整備されたもので、秋葉山には坂東三十三番観音のうち一番から三十ニ番までが置かれている(三十三番は宝珠庵にある)。山中には他に豊受大神宮、稲荷大明神なども見られる。
かつて城平スキー場が存在した。

## 登山コース
- 神立温泉から七谷切橋より約30分。
- 上越新幹線越後湯沢駅から約1時間20分。

## アクセス
- 上越新幹線越後湯沢駅から神立温泉まで徒歩で約30分、南越後観光バスで約15分。